# シロエビ
シロエビ（白海老、学名: Metapenaeopsis lata）は、十脚目クルマエビ科に分類されるエビの一種。西日本沿岸に分布し、近縁種とともに食用にされる。
なお、富山湾沿岸で漁獲される「シロエビ」は本種ではなくオキエビ科の一種 Pasiphaea japonica 、標準和名「シラエビ」で、エビの分類上でもまったく別系統の種類である。他にも方言呼称の「シラエビ」「シロエビ」は、ヨシエビ属諸種やスジエビ類などその他の種類を指す場合が多いので、注意を要する。

## 特徴
成体の体長は60-80mmほどで、アカエビ属の他種より前後に細長い体型をしている。額角は前方にまっすぐ伸び、上縁だけに7つの鋸歯がある。また、アカエビ属のほとんどの種で頭胸甲の側縁・最後部に発音器があるが、シロエビには発音器が無い。
三河湾から東シナ海までの西日本の太平洋沿岸に分布する。外洋に面した大陸棚斜面の、水深150-350mの砂泥底に生息し、アカエビ類の中でも深い海に生息する。三河湾沿岸域では、岸近くの浅場で漁獲されるアカエビ類を「アカシャ」と呼ぶのに対し、沖合いで獲れるシロエビを「オキアカシャ」と呼ぶ。
漁獲される地域は少ないが、他のアカエビ類と同様に唐揚げ、干物、えびせんなどに利用される。